# Роміцин Кирило Андрійович
Роміцин Кирило Андрійович — радянський і український кінооператор.

## Життєпис
Народ. 11 липня 1941 р. в Одесі в родині кінознавця А. Роміцина. Закінчив операторський факультет Всесоюзного державного інституту кінематографії (1967). 
Був механіком, асистентом оператора ї оператором Київської кіностудії ім. О. П. Довженка (1958—1963, 1967—1972).
З 1972 р. — оператор студії «Укртелефільм». Був членом Національної Спілки кінематографістів України.
Помер 17 вересня 2003 р. 

## Фільмографія
Зняв стрічки:
- «Київські акварелі» (1969)
- «Масляниця» (1969)
- «Леніну пишу» (1970, у співавт.)
- «Крутий горизонт» (1971)
- «Тернопіль» (1972)
- «Вогнище на снігу» (1973)
- «Гвардійці хлібного поля» (1973, у співавт.)
- «Імені пролетаріату Донбасу» (1974)
- «Продовження подвигу» (1974)
- «Ранок Атомограда» (1974)
- «Зоряні сонети» (1975)
- «Пісня, опалена війною» (1975, у співавт.)
- «Дмитро Гнатюк» (1975)
- «Про дім наш» (1976)
- «Життя прожити» (1977)
- «Пам'ять зберігає» (1977)
- «А. Штогаренко» (1978)
- «Богдан Хмельницький» (1978)
- «Від ідеї до виробництва» (1978)
- «Чумацькі радощі» (1979)
- «Ой не ходи, Грицю, та й на вечорниці» (1979)
- «Перевтілення» (1980)
- «Поєдинок» (1980, фільм-спектакль)
- «Осіння дорога до мами» (1981, к/м)
- «Розквітай, кохання» (1981)
- «Фауст» (1982, фільм-опера, 2.с)
- «Іванко і цар Поганин» (1984)
- «Червоні черевички» (1986)
- «Борис Годунов» (1987, фільм-опера)
- «Гори димлять» (1989, 2 с.) та ін.